# Draft de la NBA Development League de 2010
El Draft de la NBA Development League de 2010 se celebró el día 1 de noviembre de 2010. Constó de ocho rondas.

## Selecciones del draft
| PG | Base | SG | Escolta | SF | Alero | PF | Ala Pívot | C | Pívot |

### Primera ronda
| Pick | Jugador          | Pos. | Nacionalidad   | Equipo                   | Universidad / Club       |
| ---- | ---------------- | ---- | -------------- | ------------------------ | ------------------------ |
| 1    | Nick Fazekas^    | PF   | Estados Unidos | Reno Bighorns            | Nevada                   |
| 2    | Alan Anderson    | SG   | Estados Unidos | New Mexico Thunderbirds  | Michigan State           |
| 3    | Magnum Rolle     | PF   | Bahamas        | Maine Red Claws          | Louisiana Tech           |
| 4    | Matt Rogers      | C    | Estados Unidos | Texas Legends            | Southwest Baptist        |
| 5    | Vernon Goodridge | PF   | Estados Unidos | Springfield Armor        | La Salle                 |
| 6    | Chris Lofton     | PG   | Estados Unidos | Iowa Energy              | Tennessee                |
| 7    | Robert Vaden     | SG   | Estados Unidos | Rio Grande Valley Vipers | UAB                      |
| 8    | Brandon Costner  | PF   | Estados Unidos | Utah Flash               | NC State                 |
| 9    | Chris Johnson    | PF   | Estados Unidos | Dakota Wizards           | LSU                      |
| 10   | Obi Muonelo      | SG   | Estados Unidos | Fort Wayne Mad Ants      | Oklahoma State           |
| 11   | Cheikh Samb      | C    | Senegal        | Sioux Falls Skyforce     | CB Cornellà (España)     |
| 12   | Marqus Blakely   | SG   | Estados Unidos | Bakersfield Jam          | Vermont                  |
| 13   | Scottie Reynolds | PG   | Estados Unidos | Tulsa 66ers              | Villanova                |
| 14   | Dominique Archie | SF   | Estados Unidos | Austin Toros             | South Carolina           |
| 15   | Ivan Johnson     | PF   | Estados Unidos | Erie BayHawks            | Cal State San Bernardino |
| 16   | Salim Stoudamire | PG   | Estados Unidos | Idaho Stampede           | Arizona                  |

### Segunda ronda
| Pick | Jugador            | Pos.  | Nacionalidad   | Equipo                   | Universidad / Club |
| ---- | ------------------ | ----- | -------------- | ------------------------ | ------------------ |
| 17   | Walter Sharpe      | SF    | Estados Unidos | Idaho Stampede           | UAB                |
| 18   | Kyle Spain         | SG    | Estados Unidos | Erie BayHawks            | San Diego State    |
| 19   | Lance Thomas       | SF    | Estados Unidos | Austin Toros             | Duke               |
| 20   | Perry Stevenson    | PF    | Estados Unidos | Sioux Falls Skyforce     | Kentucky           |
| 21   | Brandon Wallace    | SF    | Estados Unidos | Bakersfield Jam          | South Carolina     |
| 22   | Sean Marshall      | F     | Estados Unidos | Sioux Falls Skyforce     | Boston College     |
| 23   | Kenny Hayes        | PG    | Estados Unidos | Maine Red Claws          | Miami (OH)         |
| 24   | Brandon Johnson    | G     | Estados Unidos | Dakota Wizards           | San Diego          |
| 25   | Nkem Ojougboh      | C     | Nigeria        | Utah Flash               | Northeastern       |
| 26   | Marquis Gilstrap   | F     | Estados Unidos | Rio Grande Valley Vipers | Iowa State         |
| 27   | Luke Zeller        | C     | Estados Unidos | Iowa Energy              | Notre Dame         |
| 28   | L. D. Williams     | SG    | Estados Unidos | Springfield Armor        | Wake Forest        |
| 29   | Antonio Daniels    | PG    | Estados Unidos | Texas Legends            | Bowling Green      |
| 30   | Chamberlain Oguchi | SG/SF | Nigeria        | Maine Red Claws          | Illinois State     |
| 31   | Anthony Richardson | SG/SF | Estados Unidos | New Mexico Thunderbirds  | Florida State      |
| 32   | Takais Brown       | SF    | Estados Unidos | Reno Bighorns            | Georgia            |